# Jean-Baptiste Chartier
Jean-Baptiste Chartier est né le 14 mai 1832 à Saint-Hyacinthe et est mort le 22 avril 1917 dans la même ville,, fut ordonné prêtre en 1856. Il fut le premier missionnaire  à Coaticook. Le village fut colonisé par quelque anglophones et en même temps par des francophones vers 1835. Il fit construire une première école catholique à Coaticook. Saint-Edmond fut érigé en paroisse en 1868. En 1870 il fonde le Collège Rivier; une école secondaire privée située à Coaticook. Il fut egalement curé à l’église de Saint-Thomas-d'Aquin à Compton, Cantons de l'Est. 

## Agent de colonisation
En 1888 il fut également nommé agent de colonisation pour les Cantons de l'Est. Après la Confédération; en 1888 le Ministère de la Colonisation sera créé pour continuer l’œuvre des agents de colonisation qui relevaient surtout du Diocèse. 